# Народжений в Україні (монета)
«Наро́джений в Украї́ні» — пам'ятна монета номіналом 5 гривень, випущена Національним банком України, присвячена маленьким українцям, народженим в Україні, їхньому зв'язку з рідним домом.
Монету введено в обіг 01 червня 2023 року. Вона належить до серії «Інші монети».

## Опис монети та характеристики
| Номінал грн. | Метал      | Маса, г | Діаметр, мм | Якість виготовлення       | Гурт     | Тираж, штук |
| ------------ | ---------- | ------- | ----------- | ------------------------- | -------- | ----------- |
| 5            | нейзильбер | 16,54   | 35,0        | спеціальний анциркулейтед | рифлений | 75 000      |

### Аверс
На аверсі монети розміщено малий Державний Герб України (угорі), півколом з лівого боку від нього рік карбування «2023» та напис «УКРАЇНА», а праворуч — напис «П'ЯТЬ ГРИВЕНЬ». По центру розташована картина Олега Шупляка «Колиска», на якій втілено один з архетипів українців — батьківська хата в оточенні мальв та рушника, яка є водночас колискою та гніздечком, що символізує продовження роду. Внизу під центральною темою розташовано логотип Банкнотно-монетного двору Національного банку України.

### Реверс
На реверсі монети зображено картину Олега Шупляка «Зв'язок», де на тлі стилізованого всесвіту — малюк-космонавт, який нерозривно пов'язаний пуповиною з матір'ю-Україною, карта якої розташована вгорі, ліворуч півколом розміщено дзеркальний напис «НАРОДЖЕНИЙ В УКРАЇНІ».

Весь тираж 75 000 монет було випущено у буклетах
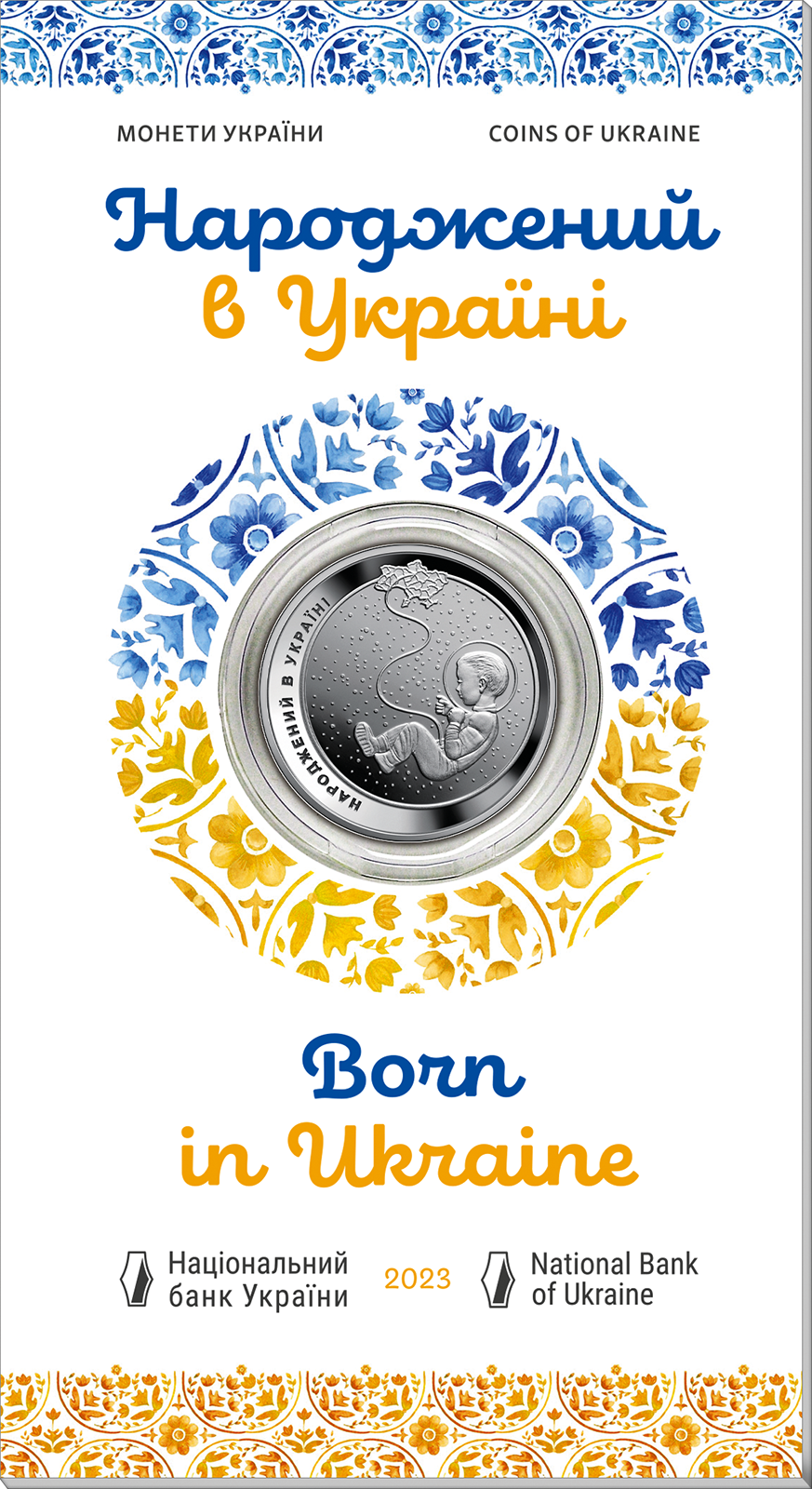
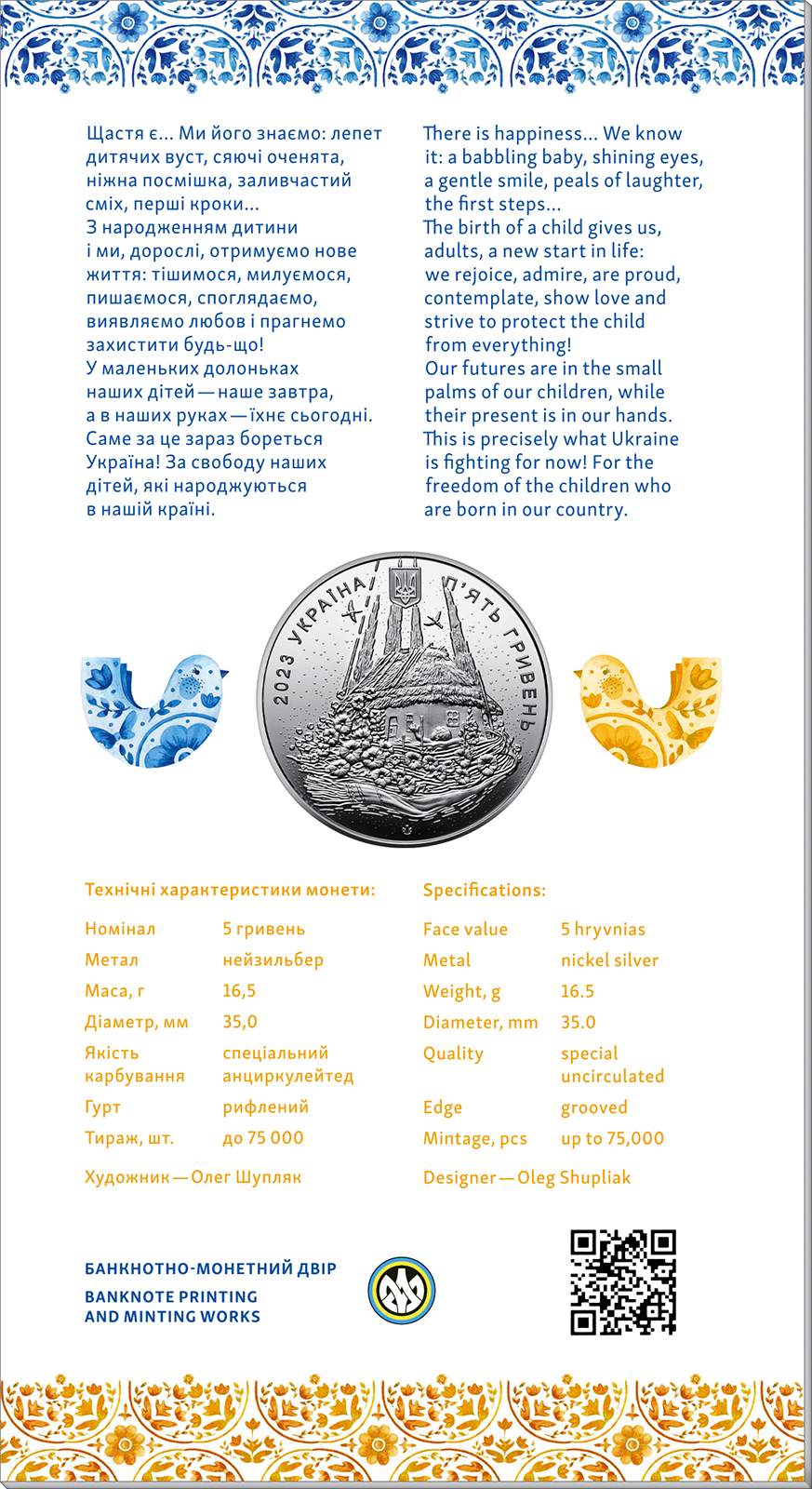

## Автори
- Художник — Шупляк Олег.
- Скульптори: Дем'яненко Анатолій, Атаманчук Володимир.[3][4]

## Вартість монети
Під час введення монети в обіг 2023 року, Національний банк України реалізовував монету за ціною 135 гривень.
Фактична приблизна вартість монети з роками змінювалася так:
| Рік        | 2024 | 2025 | 2026 |
| ---------- | ---- | ---- | ---- |
| Ціна, грн. | 740  | 720  |      |